# Homoallyl-Stellung
Der Begriff der Homoallyl-Stellung leitet sich aus den Silben homo und allyl ab. Dabei ist mit homo in der Organischen Chemie häufig gemeint, dass eine Methylengruppe in eine Grundverbindung eingefügt ist. In diesem Fall ist die Grundverbindung die Allylgruppe, was durch die Silbe allyl gekennzeichnet ist. Homoallyl bedeutet also, dass eine Methylengruppe an die Allylgruppe angehängt ist. Die Konstitutionsformel der Homoallylgruppe lautet demnach: H2C=CH–CH2–CH2–.
Ein Rest R, wie eine funktionelle Gruppe befindet sich also in Homoallyl-Stellung, wenn dieser an das vierte Kohlenstoff-Atom nach einer Doppelbindung gebunden ist. Das Gleiche gilt dabei für Homoallyl-Radikale oder Homoallyl-Carbeniumionen:

Homoallyl-Verbindung (links; R=Organylgruppe, Halogen, Hydroxygruppe usw.),
Homoallyl-Radikal (Mitte) und Homoallyl-Carbeniumion (rechts) mit blau markierter Homoallylgruppe

## Typische Reaktionen
Für Homoallyl-Carbeniumionen (1) sind Umlagerungsreaktionen typisch, die zu Cyclopropan-Carbeniumionen (2) und Cyclobutan-Carbeniumionen (3) führen.

## Verwendung
Homoallylalkohole und Homoallylamine sind wichtige Vertreter von chemischen Verbindungen, die funktionelle Gruppen in Homoallyl-Stellung enthalten. Sie sind häufig in der Synthese von pharmazeutisch relevanten Stoffen anzutreffen.  Dies liegt mitunter daran, dass sie enantioselektiv hergestellt werden können (vgl. Synthese von Homoallylalkoholen mit der Roush-Reaktion) und so zur Bildung von Stereozentren eingesetzt werden. Ein Beispiel dafür ist die Synthese von Stevastelin B, einem Depsipeptid mit immunsuppressiven Effekten. Diese Verbindung wird mithilfe der Roush-Reaktion hergestellt.